# Дьячков, Александр Андреевич
Александр Андреевич Дьячков (родился 16 января 1982, Усть-Каменогорск) — русский поэт.

## Биография
Александр Дьячков родился в 1982 году в Усть-Каменогорске (КССР, сейчас Казахстан) в семье инженера и преподавательницы русского языка. В 1995 году в связи с распадом Советского Союза семья переехала в Екатеринбург. В 2003 году окончил факультет актёрского мастерства Екатеринбургского театрального института. В 2009 году окончил Литературный институт им. Горького. Живёт и работает преподавателем в Екатеринбурге.
Многочисленные журнальные публикации поэта появлялись в журналах «Арион», «Нева», «День и ночь», «Сибирские огни», «Фома», в «Литературной газете».
В 2009 году поэты Александр Дьячков, Григорий Шувалов, Николай Дегтерев, Александр Иванов и Андрей Ставцев объединились в поэтическую группу «Разговор».
Лауреат премии им. Евгения Курдакова (2015). Лауреат конкурса «Волошинский сентябрь» (2016).